# Air Astana

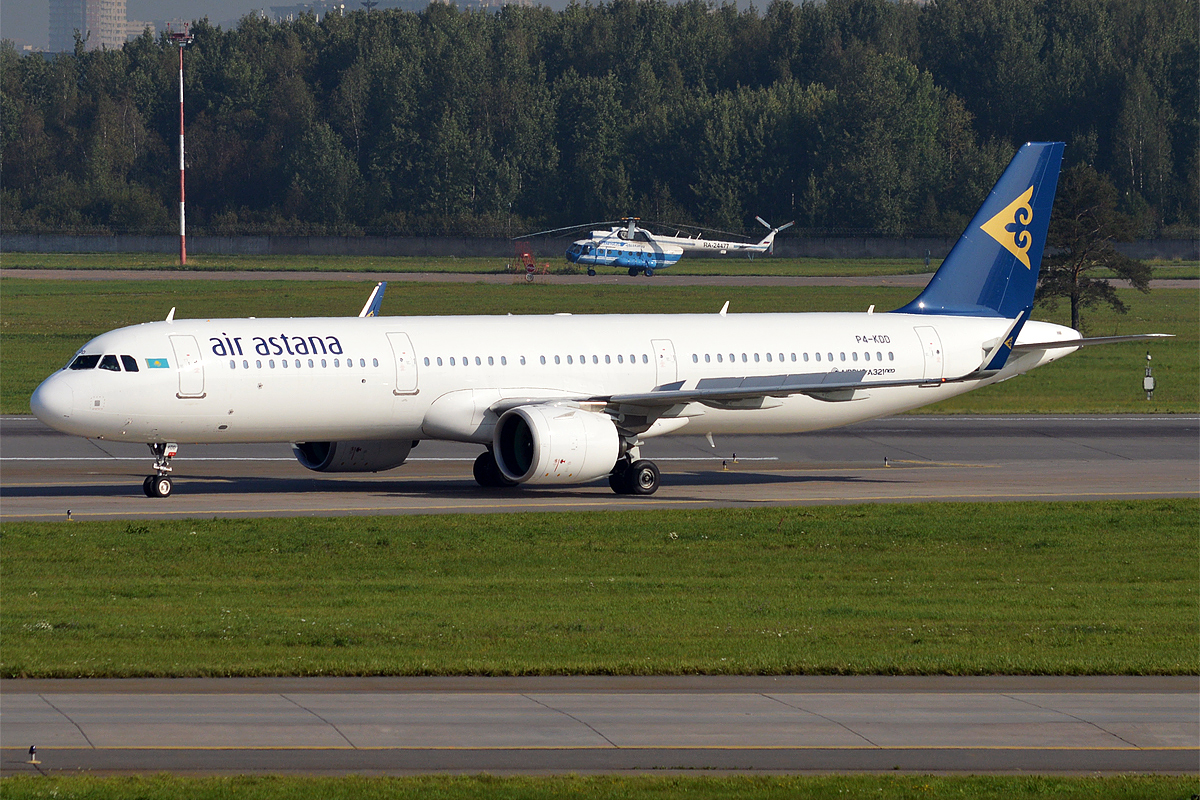
Airbus A321-271N (P4-KDD) d'Air Astana

Pour les articles homonymes, voir Astana.
From the Heart of Eurasia
Air Astana (code AITA : KC ; code OACI : KZR) est la compagnie aérienne nationale kazakhstanaise. Elle opère principalement à partir des aéroports d'Almaty et d'Astana. Elle est détenue par le gouvernement kazakh (51 %) et par BAe Systems (49 %). La compagnie est autorisée à voler dans toute l'Europe.

## Histoire
Conçue à l'origine comme une compagnie aérienne purement domestique, BAE Systems accepte à la mi-2001 de participer au projet de démarrage d'Air Astana à la demande du chef de l'État du Kazakhstan, le président Nursultan Nazarbayev, afin de faciliter un contrat de vente de radar aérien qu'elle négociait alors avec le Gouvernement du Kazakhstan. Sir Richard Evans , président de BAE System à l'époque, joue un rôle clé dans l'accord. Cependant, le contrat radar ne s'est jamais concrétisé et les changements ultérieurs de la direction et les examens stratégiques de BAE Systems ont conduit à la fermeture de ses bureaux au Kazakhstan. En outre, malgré le soutien de Nazarbayev et d'un certain nombre de conseillers proches, la start-up, initialement considérée comme une entité étrangère, a été confrontée à l'opposition immédiate de nombreux médias et de l'establishment politique du Kazakhstan.

### 2002-2005
Malgré un manque de soutien, la compagnie aérienne décolle. Sous la direction de son premier président opérationnel, l'ancien dirigeant de British Airways Lloyd Paxton, la compagnie loue ses 3 premiers Boeing 737 à l' International Lease Finance Corporation (ILFC) et commence ses activités commerciales le 15 mai 2002. Fin 2003, des Fokker 50 sont loués à Aircraft Finance Trading BV (AFT) et 3 Boeing 757 à Pegasus Leasing Corp. Elle dégage un bénéfice net dès sa première année complète d'exploitation. À la suite de la faillite de l'ancien transporteur national Air Kazakhstan en février 2004, la compagnie est passée rapidement de son réseau domestique à des liaisons internationales clés vers Dubaï, Istanbul, Moscou et Pékin, puis Francfort et Londres.

### 2005 à aujourd'hui
Les premières difficultés de croissance et les désaccords sur les plans de flotte et la stratégie des hubs entraînent des tensions entre les actionnaires ce qui mène à un changement de direction à l'automne 2005. Peter Foster, est ainsi nommé président de la compagnie aérienne le 1er octobre 2005. Il s'agit d'un ancien dirigeant de Cathay Pacific qui avait dirigé l'équipe de réadaptation de Philippine Airlines en 1999 avant de devenir PDG de Royal Brunei Airlines. Des plans de développement à long terme et des structures de gestion sont établis et sont restés en grande partie inchangés depuis lors. La compagnie aérienne a toujours été rentable et a été classée dans le top 20 des compagnies aériennes les plus rentables en termes de marge nette dans le monde pour les années 2010, 2011 et 2012. Dans un article sur les programmes de compensation de BAE Systems (10/10/13), le Financial Times a déclaré: "La participation de 49% de BAE dans Air Astana est devenue l'un des investissements les plus rentables de la société".
Jusqu'au 8 décembre 2016, Air Astana est la seule compagnie aérienne kazakhe autorisée à voler vers l'Union européenne

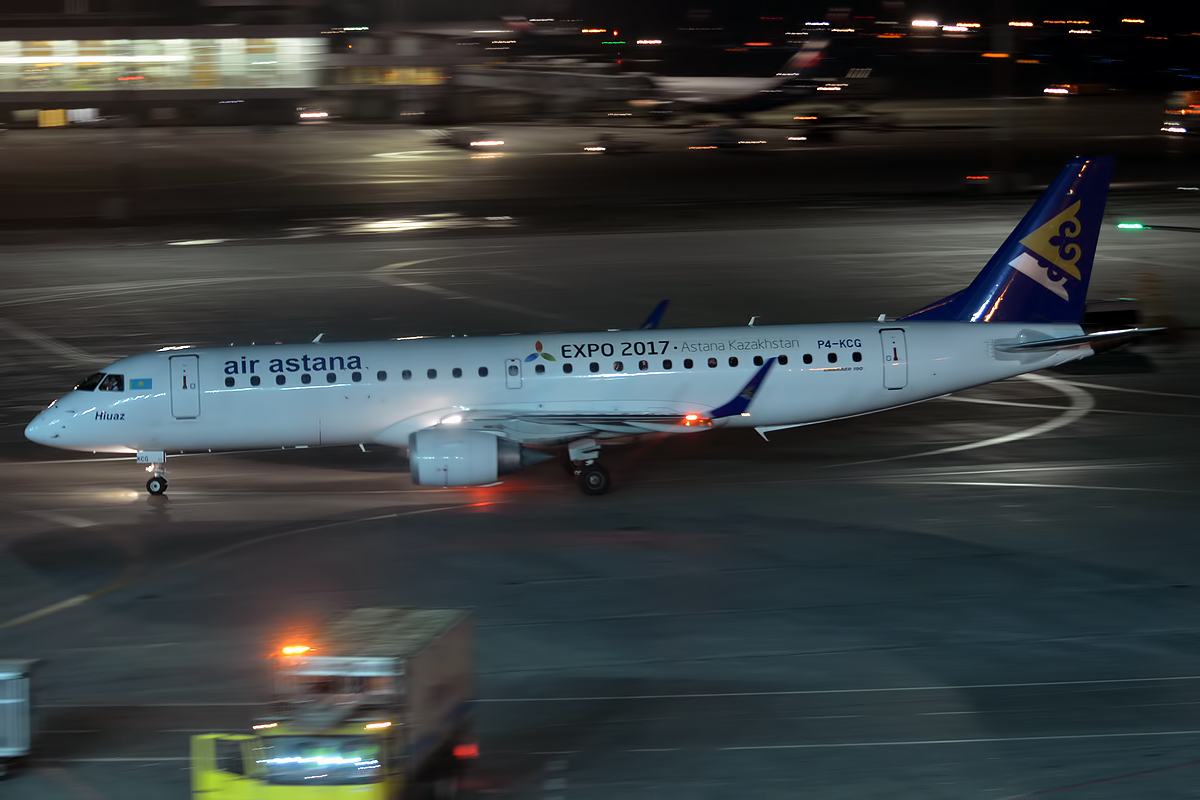
Livrée "Expo 2017" sur un Embraer 190

Air Astana est le «transporteur aérien officiel de l' EXPO-2017 »  et le transporteur officiel et partenaire général de l'Universiade d'hiver 2017, qui s'est déroulée du 29 janvier au 8 février 2017 à Almaty.
À la suite de la restructuration de la flotte et du remplacement de tous les Airbus A320 et Boeing 767, l'âge moyen de la flotte d'Air Astana est passé à 6 ans en 2015. L'entreprise prévoit d'étendre sa flotte à 43 appareils en 2020. En outre, le transporteur prévoit de lancer des vols vers les États-Unis avec l'arrivée du Boeing 787 Dreamliner. Fin 2016, Air Astana est la première compagnie dans les pays post-soviétiques à voler en Airbus A320neo (moteurs Pratt & Whitney PW1000G). En janvier 2018, la société est la première à exploiter l'Airbus A321neo dans les pays post-soviétiques (moteurs Pratt & Whitney PW1000G-JM). En juin 2018, un second Airbus A321neo fait son entrée dans la flotte. En décembre 2018, la compagnie réceptionne un Embraer 190-E2 - devenant ainsi le premier opérateur de ce type d'avion dans la région.
En novembre 2018, la compagnie aérienne annonce son intention de lancer sa propre compagnie aérienne à bas prix, FlyArystan. Celle-ci commence ses opérations le 29 mars 2019, le premier vol ayant lieu le 1er mai 2019.

## Flotte

### Flotte actuelle
En mars 2025, la compagnie compte la flotte suivante, :

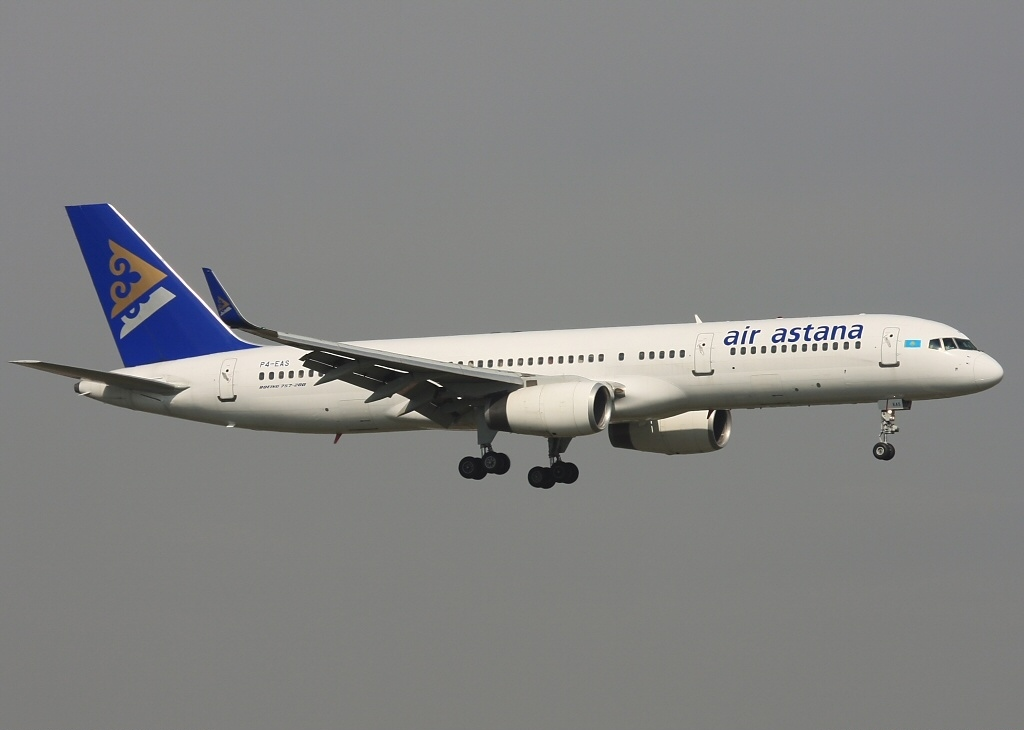
Boeing 757-200 d'Air Astana

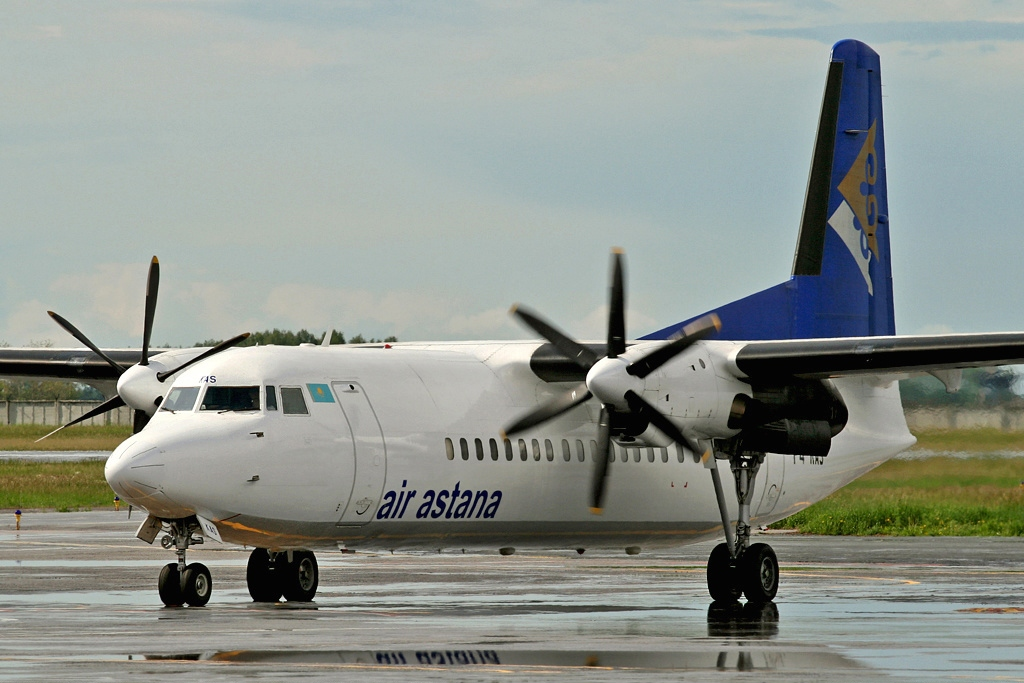
Un ancien Fokker 50 d'Air Astana

Elle a commandé 3 Boeing 787-8 qui doivent remplacer les Boeing 767-300 en 2017,5 Airbus A321LR qui remplaceront à terme les Boeing 757-200, ainsi que 5 nouveaux E190 E2 d'Embraer.

### Ancienne flotte
La compagnie a par le passé exploité les avions suivants ;
- Fokker 50
- Boeing 737-700
- Boeing 737-800
- Boeing 757-200

## Incident

### Vol 1388

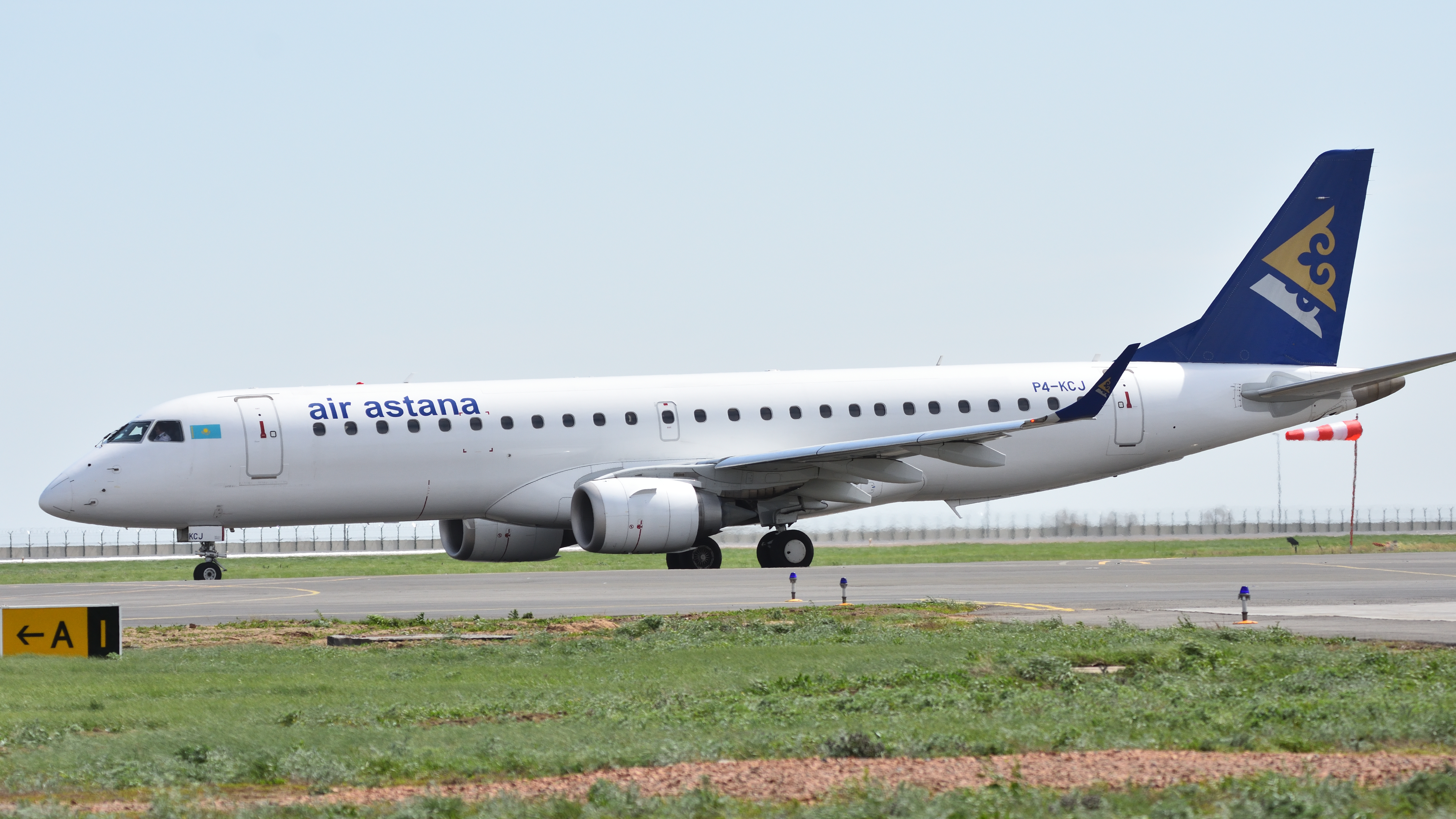
P4-KCJ, l'appareil du vol 1388, 6 mois avant l'incident.

Le 11 novembre 2018, un Embraer ERJ-190 de Air Astana, le vol 1388, a rencontré de graves difficultés de contrôle peu après son décollage de l'aéroport d'Alverca, au Portugal, où il avait subi des travaux de maintenance. L'avion avec 3 membres d'équipages et 3 mécaniciens d'Air Astana a son bord, effectuait un vol post-maintenance en direction de Minsk avant de continuer vers le Kazakhstan.
Peu après le décollage, l'équipage a signalé d'importantes anomalies dans le comportement des commandes de vol, rendant l'avion pratiquement incontrôlable. Face à cette situation critique, ils ont envisagé divers scénarios d'urgence, y compris un amerrissage potentiel, soulignant la gravité des problèmes rencontrés. Finalement, après plusieurs tentatives et grâce à une coordination étroite avec les services de contrôle aérien, l'avion a réussi à atterrir en toute sécurité à la base aérienne de Beja, évitant ainsi une issue potentiellement catastrophique.

## Partage de codes
Air Astana et Turkish Airlines ont signé en juin 2013  un accord de partage de codes sur des routes reliant leurs deux pays, en premier lieu Almaty et Istanbul.
Le 20 mars 2017, Air Astana signe un accord de partage de codes avec Lufthansa

## Récompenses
Air Astana est classée depuis 2012 "4 étoiles" par Skytrax  et a été élue meilleure compagnie d'Asie centrale et d'Inde.